# Vojislavljevići
Vojislavljevići (srbsko Војислављевићи, Vojislavljevići) so bili srednjeveška srbska  dinastija, poimenovana po arhontu Štefanu Vojislavu, ki je sredi 11. stoletja Bizantinskemu cesarstvu iztrgal Dukljo, Travunijo, Zahumje, Raško in Bosno. Njegova naslednika, kralja Mihajlo I. Vojislavljević (um.  1081) in Konstantin Bodin (um. 1101) sta razširila in utrdila državo. V 12. stoletju je glavno linijo rodbine Vojislavljević izrinila njena kadetska veja Vukanović, ki je v poznem 12. stoletju postala dinastija Nemanjić. 

## Zgodovina

### Štefan Vojislav
Štefan Vojislav, začetnik dinastije, je bil plemič v bizantinski službi z naslovom "arhont in toparh dalmatinskega kastra Zeta in Ston". Leta 1034 je vodil neuspešen upor, ki je povzročil njegovo aretacijo v zapor v Carigradu. Iz zapora mu je uspelo pobegniti in se vrniti domov. Njegov naslednji upor je bil uspešen in privedel do ustanovitve neodvisne kneževine, ki ji je zavladal sam kot "knez Srbov". Sodobni bizantinski pisci ga štejejo za Srba. Kasnejši in manj zanesljiv Letopis popa Dukljana ga omenja kot bratranca njegovega predhodnika Jovana Vladimirja (vladal 990–1016).

### Mihajlo I. Vojislavljević
Mihajlo I. je postal knez leta 1046. Obnovil je neodvisnost in jo obranil od Bizantinskega cesarstva. Prizadeval si je za tesnejše odnose z drugimi velikimi silami, kot so bili papeži in Normani. Svojega sina Petrislava  je postavil za kneza Raške. Po neuspešnem uporu proti Bizantinskemu cesarstvu v Bolgariji je vojaški guverner Drača Nikifor Brien leta 1073 obnovil bizantinsko oblast nad Raško. Mihajlo naj bi leta 1077 od papeža Gregorja VII. prejel kraljevske insignije, kar je še vedno predmet razprav. Podoba kralja Mihajla s krono je v cerkvi svetega Mihaela v Stonu na polotoku Pelješcu (današnja Hrvaška). Mihajlova vladavina se je končala leta 1081. 

### Konstantin Bodin
Njegov sin in naslednik Konstantin Bodin je vladal od leta 1081 do 1101. Vojskoval se je z Bizantinci in na jugu z Normani in zasedel Drač. Ustanovil je vazalni državi v Bosni in Srbiji. V slednji je vladal Vukan, ki je priznaval Bodinovo nadoblast. Vukan in njegov brat Marko, oba srbska kneza, sta bila verjetno sinova prej omenjenega Petrislava. Vukan (1083–1115) je bil veliki župan, Marko pa je upravljal del kneževine. Bizantinski cesar Aleksej I. Komnen je leta 1094 prisilil Vukana, da je priznal bizantinsko nadoblast. Po Bodinovi smrti leta 1101 so nenehni boji za oblast med njegovimi dediči oslabili državo. Bodin je med svojim vladanjem izgnal svojega mlajšega brata Dobroslava in njunega bratranca Kočaparja. Leta 1101 sta se oba vrnila in se za oblast potegovala skupaj z Mihajlovim vnukom Vladimirjem, poročenim z Vukanovo hčerko. 

## Propad
Leta 1114 je prišel v Duklji na oblast sin Konstantina Bodina Đorđe Vojislavljević, znan tudi kot  Đorđe Bodinović, in vladal samo do leta 1118. Leta 1115 je Vukana v Raški zamenjal njegov nečak Uroš I. (vl. do 1131). Eden od sinov Uroša I. je bil Zavida, ki je postal knez Zahumja. Njegovi štirje sinovi so sčasoma naredili red v raških deželah in ustanovili dinastijo Nemanjić. 
V teh bojih so na oblast v Duklji naposled uspeli priti prosrbski vladarji, ki so dosegli višek pod Zavidovim sinom Štefanom Nemanjo okoli leta 1166. Njegov sin Štefan Prvokronani je leta 1217 obnovil staro dukljansko krono, tako da je od papeža prejel kraljevske insignije kot "kralj vseh srbskih in pomorskih dežel".

## Seznam vladarjev
| Slika | Ime                           | Naslov                                                     | Vladanje  | Komentar |
| --- | ----------------------------- | ---------------------------------------------------------- | --------- | --- |
| | štefan Vojislav (Dobroslav I. | "Knez Srbov" ali "Knez Srbije"                             | 1018–1043 | |
| Po podatkih v Letopisu popa Dukljana sta v Duklji od leta 1043 do 1046 vladala kneginja Neda in Gojislav Vojislavljević. |                               |                                                            |           | |
| | Mihajlo I.                    | "Knez Tribalov in Srbov""Kralj Slovanov"                   | 1046–1081 | V Duklji je vladal kot kralj, sprva kot bizantinski vazal z naslovom protospatarij. Po letu 1077 je bil uradno podložen papežu Gregorju VII. Ko je leta 1071 podprl upor Slovanov, se je odmaknil od Bizantinskega cesarstva. Leta 1077 naj bi od Gregorja VII. prejel kraljevske insignije. |
| | Konstantin Bodin              | "Protosebast in eksekutor Duklje in Raške"Kralj (naslovni) | 1081–1101 | Njegova država je poleg Duklje obsegala Travunijo, Zahumje, Raško in Bosno. Bil je eden od voditeljev slovanskega upora leta 1072 proti Bizancu, v katerem se je razglasil za bolgarskega carja Petra III. Bizantinci so ga razglasili za protosebasta.                                      |
| | Dobroslav II.                 | "Kralj Slovanov" (naslovni)                                | 1101–1102 | Dobroslav je bil eden od štirih sinov dukljanskega kralja Mihajla I. Čeprav je bil prvorojenec, je Mihael za svojega naslednika izbral svojega izbranca Konstantina Bodina. Bodin je trdno vladal do svoje smrti leta 1101. Dobroslav II. ga je nasledil kot naslovni "kralj Slovanov".      |
| Letopis popa Dukljana omenjajo tudi naslednje člane družine, ki so vladali v Duklji, a jih ne omenja noben drug sosobni vir: - Kralj Mihajlo II. (1102) - Kralj Kočopar (1102–1103) - Kralj Vladimir II. (1103–1114) - Kralj Đorđe (1114–1118, 1125–1131) - Kralj Grubeša (1118–1125) - Kralj Gradinja (1131–1145) - Knez Radoslav (1146–1148, 1162) - Knez Mihajlo III. (ok. 1180–86/89) |                               |                                                            |           | |